# Myosotis kurdica
Myosotis kurdica är en strävbladig växtart som beskrevs av H. Riedl. Myosotis kurdica ingår i släktet förgätmigejer, och familjen strävbladiga växter. Inga underarter finns listade i Catalogue of Life.